# Taft Museum of Art

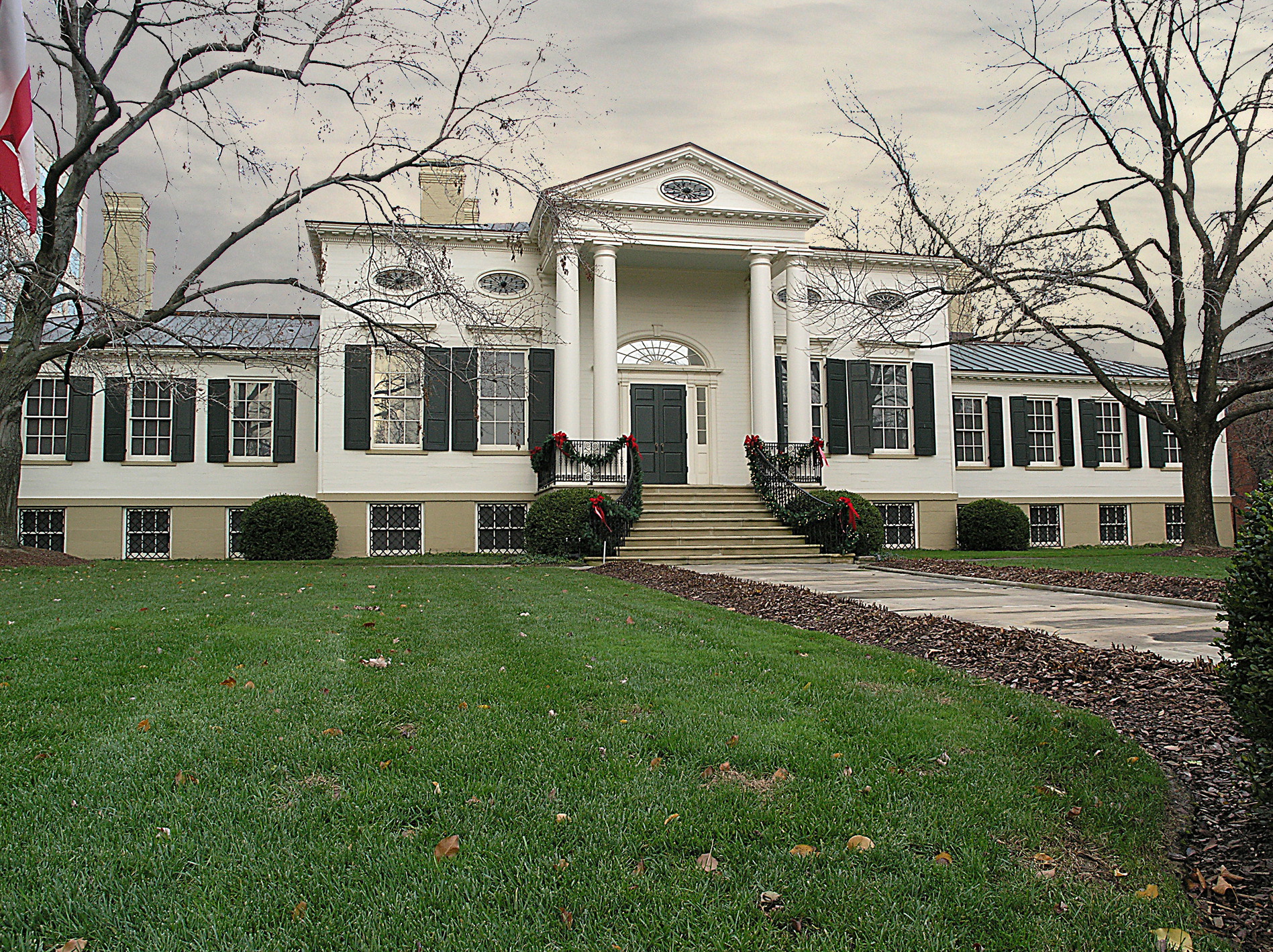
Taft Museum of Art

Das Taft Museum of Art ist ein Museum für Bildende Kunst, Kunsthandwerk und Wohnkultur des 19. Jahrhunderts in Cincinnati, Ohio. Das Gebäude, das 1820 im Federal Style errichtet und 1975 als National Historic Landmark ausgewiesen wurde, war ein repräsentativer Wohnsitz prominenter großbürgerlicher Familien Cincinnatis, ehe es samt seiner Kunstsammlung von Charles Phelps Taft und seiner Ehefrau 1927 der Öffentlichkeit vermacht wurde. 1932 öffnete es als Museum.

## Geschichte

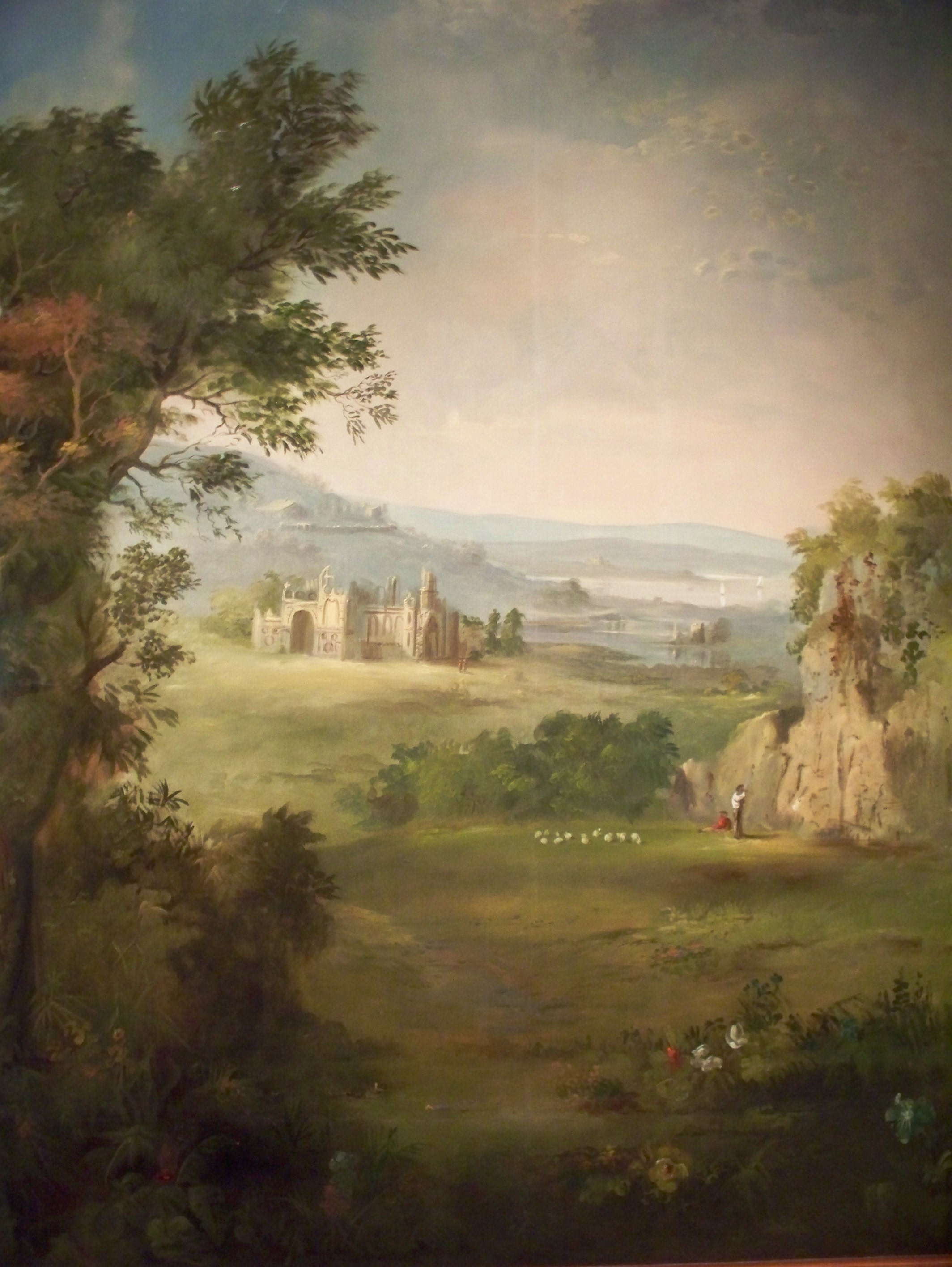
Ideallandschaft von Robert S. Duncanson, Wandgemälde in Öl auf Putz, 1850–1852 – Zwischen 1869 und 1931 war diese Landschaft wie alle anderen Wandgemälde des Hauses unter einer Tapete verborgen.

Das Gebäude, das älteste Wohnhaus aus Holz, das im Zentrum Cincinnatis noch am originalen Platz steht, wurde 1820 im Auftrag das deutschstämmigen US-amerikanischen Geschäftsmanns und Politikers Martin Baum (1765–1831) errichtet. Nach seiner beeindruckenden Aussicht vom Hang des Mount Adams (damals noch Mount Ida) auf Stadt und Flusslandschaft erhielt es den Namen „Belmont“. Baum wohnte nicht lange dort. Infolge geschäftlicher Misserfolge überließ er es einer Gläubigerbank, die es zeitweise als „school for young ladies“ vermietete. 1829 erwarb das Haus der Immobilienkaufmann und Winzer Nicholas Longworth, der es bis zu seinem Tod im Jahr 1863 bewohnte, ehe es dessen Sohn Joseph 1866 an den Apotheker Francis E. Suire vermietete, welcher eine Umgestaltung des Hausinnern veranlasste. Aus der Zeit von Longworth stammende Wandgemälde des afroamerikanischen Landschaftsmalers Robert S. Duncanson blieben dabei erhalten. Zwischen 1869 und 1871 erwarb das Haus der Roheisen-Industrielle David Sinton (1808–1900), Vater der Museums-Mitgründerin Anna Sinton Taft (1850–1931), welche 1873 den Rechtsanwalt Charles Phelps Taft geheiratet hatte, mit dem sie das Haus bis 1929 bewohnte. Der Halbbruder Tafts war der Politiker William Howard Taft, der 1908 im Portikus der Residenz die Nominierung zum 27. Präsidenten der Vereinigten Staaten annahm. Der Garten des Hauses, der von Longworth nach dem Schema der Ornamental Farm gestaltet und von weitläufigen Weinbergen umgeben worden war, erhielt im Auftrag der Museumsleitung 1940 nach Plänen des örtlichen Landschaftsarchitekten Henry Fletcher Kenney eine zeitgenössische Überformung im Sinne eines „green architectural garden“. In den Jahren 2002 bis 2004 wurde das Museum nach Plänen von Ann Beha Architects renoviert und erweitert.

## Sammlung
Die ausgestellten Teile einer Sammlung von 740 Objekten entsprechen dem Schwerpunkt der Kollektion auf europäischer Malerei, europäischem Kunstgewerbe, amerikanischer und chinesischer Kunst. Die Sammlung zeigt Gemälde europäischer Meister wie Jean-Baptiste Camille Corot, Thomas Gainsborough, Frans Hals, Jean-Auguste-Dominique Ingres, Rembrandt van Rijn, Adriaen van Ostade und William Turner. Die US-amerikanische Malerei ist unter anderem mit Werken von Frank Duveneck, Henry Farny, John Singer Sargent und James McNeill Whistler vertreten.